# 戸沢忠盛
戸沢 忠盛（とざわ ただもり）は、戦国時代の武将。戸沢氏の家臣。通称は平五郎、また淀川上総介とも称す。出羽国淀川城（現在の秋田県大仙市協和）主。

## 略歴
出羽国の戦国大名・戸沢征盛の子として誕生。兄に秀盛がいる。
大永7年（1527年）、安東氏との合戦の際、前線に近い淀川城主だった忠盛が安東方に寝返ったとの風聞が伝わり角館領内は動揺したが、翌年、忠盛が角館にきて弁明し事なきを得た。
享禄2年（1529年）、当主で兄の秀盛が死去し、その子で6歳の道盛が家督を継ぐと、角館に移って後見役として政務を担当した。ところが、忠盛は宗家奪取を企てて、道盛とその母（楢岡氏出身）を角館から追放した。これは兄の秀盛から一度は後継者に指名されていたものの、道盛が誕生したために約束が反故にされたためであった。この忠盛の謀叛は家臣たちの支持を得られず、道盛の外戚である楢岡氏を中心に六郷氏・本堂氏・白岩氏ら周辺国人衆・重臣らが結束して角館に圧力をかけ、天文元年（1532年）に忠盛が淀川城に退去することで決着した。
天文14年（1545年）4月14日に死去。なお、死後に仙北郡（北浦郡）進出に意欲を燃やした安東氏によって淀川城は落城した。